# Бутман, Илья Давидович
Илья Давидович Бутман (27 июля 1948, Ленинград — 8 июля 2022, Санкт-Петербург) — советский и российский детский писатель, сатирик, литературный редактор.

## Биография
Илья Бутман родился 27 июля 1948 года в Ленинграде. Окончил ЛГТМНОП.
Начал свой творческий путь как сатирик и драматург. В 1978—1988 годах играл в спектаклях на сцене ленинградского театра «Эксперимент».
В 1980—1990-е годы руководил Ленинградским клубом сатиры и юмора. Организовал и 12 лет возглавлял творческий коллектив «Авторы на эстраде». Был участником «Театра детских писателей» и проекта «Театральная неотложка».
Был главным редактором детского журнала «Автобус» (1995—1999) , шеф-редактором журналов «Баламут» (1993—1995) и «Буратино» (2000—2001). Также был редакторам юмористического журнала «Стебок» (1993). Входил в авторский коллектив журналов «Миша» и «Костёр».
В 2013—2022 годах был членом жюри литературного конкурса имени В. Г. Короленко.
Также был членом правления и председателем приемной комиссии Санкт-Петербургского союза литераторов.
Умер 8 июля 2022 года в Санкт-Петербурге.
Был женат, воспитывал 5 детей и 7 внуков.

## Творчество
С середины 1980-х годов стал писать произведения для детей. Автор сказок «Про Рому и волшебный магазин» (1986), «Дорогая тарелка» (1988), «Фиолетовая рука» (2003) и других.
Его произведения для детей были включены в 11 школьных учебников, как для внеклассного чтения, так и для изучения на уроках литературы.
Несколько его рассказов были опубликованы в сборнике «Лучшие юмористические рассказы России» (2000).
Произведения писателя переведены на белорусский, украинский, казахский, молдавский, английский, немецкий, польский, чешский языки, иврит.
В 2020 году в США была издана его книга «Life Without Parole: The Truth about Socialism».
Главный редактор журнала «Костёр» Николай Харлампиев так писал о нём: «Илья внёс свою особую интонацию в литературу для детей. Он всегда находил общий язык с юными собеседниками, воспитывал в них хороший вкус и пробуждал любознательность в открытии окружающего мира. Он был классическим петербургским интеллигентом, который в то же время до конца сохранял в душе частицу детства. Его весёлое, ироничное перо украшало выпуски нашего журнала „Костёр“, где он вел несколько рубрик. Это был великий труженик, который хорошо понимал важность детской литературы в жизни общества».
Детский писатель Михаил Яснов так характеризовал его творчество: «Очарование сказок и рассказов Бутмана именно в том, что они как бы подталкивают маленьких читателей к тому, чтобы задавать вопросы. Книги Бутмана требуют разговора — вокруг них, рядом с ними, во время и после чтения. Я так и вижу маленького слушателя, который перебивает взрослого и спрашивает: „Почему?“, „Зачем?“, „Что это значит?“ Получается ещё и особый жанр — чтение с комментариями».

### Книги
- «Площадь правильных правил» (2003)
- «Весёлые приключения Простака и Потеряша» (2009)
- «Волшебный кошелёк» (2013)
- «Забвение отменяется. Бутманы-Фонаревы. 10 поколений» (в двух частях)
- «Жизнь привычных вещей» (в соавторстве с Е. В. Малининой) (2014)
- «Вежливый Трагагулькин» (2018)
- Серия книг «Даша и Саша» (2019)
- «Еврейская королева русского романса. Истории жизни незаурядных иудейских женщин» (2019)
- «Life Without Parole: The Truth about Socialism» (в соавторстве с Л. Бутманом) (2020)

### В сборниках
- «Лучшие юмористические рассказы России» (2000)
- «Я самый сильный в классе» (2004)
- «Весёлые рассказы и смешные истории» (2017)

## Экранизации и постановки
Театральные постановки по произведениям Ильи Бутмана
- 2015 — «Пиноккио Санчес» (нем. Pinocchio Sanchez) — FFT Kammerspielen (Дюссельдорф, Германия)[15]